# Jaskyňa v Čube
Jaskyňa v Čube je přírodní památka ve správě příspěvkové organizace Správa slovenských jeskyní.
Nachází se v katastrálním území obce Podolínec v okrese Stará Ľubovňa v Prešovském kraji. Území bylo vyhlášeno či novelizováno v letech 1994, 2008 na rozloze x ha. Ochranné pásmo nebylo stanoveno.